# Ágios Vasílios (Le Pirée)
Pour les articles homonymes, voir Ágios Vassílios.
Ágios Vasílios, en grec moderne : Άγιος Βασίλειος, est un petit quartier situé au sud et au centre du Pirée  en Grèce. Il tire son nom de la grande église homonyme d'Ágios Vasílios.